# Brithysana
Brithysana é um gênero de traça pertencente à família Arctiidae.